# Diogo Leite
Diogo Filipe Monteiro Pinto Leite, meglio noto semplicemente come Diogo Leite (Porto, 23 gennaio 1999), è un calciatore portoghese, difensore dell'Union Berlino.

## Caratteristiche tecniche
È un difensore centrale di piede mancino abile in fase di costruzione.

## Carriera in club

### Porto
Nato a Porto, Leite si è unito all'Accademia giovanile del FC Porto all'età di 9 anni. Ha fatto il suo debutto da professionista con la squadra delle riserve il 27 agosto 2017, giocando l'intera partita vinta per 1-0 in casa contro il C.D. Santa Clara per la LigaPro.
Verso la fine di luglio 2018, a causa di diversi infortuni nel reparto difensivo, l'allenatore della prima squadra Sérgio Conceição ha convocato Leite per la prossima partita di Supertaça Cândido de Oliveira contro il C.D. Aves; Ha fatto coppia con Felipe in quella partita, una vittoria per 3-1 a Aveiro. Poco prima di quell'evento, aveva rinnovato il suo contratto fino al 2023.
La prima apparizione di Leite nella Primeira Liga è avvenuta l'11 agosto 2018 nell'apertura della stagione, e ha nuovamente giocato l'intera partita nella sconfitta per 5-0 in casa contro il G.D. Chaves. Ha segnato il suo primo gol nella competizione il fine settimana successivo, contribuendo a una vittoria per 3-2 contro il B-SAD; Tuttavia, poco dopo è tornato alle riserve.
Il 31 agosto 2021, Leite è stato ceduto in prestito allo S.C. Braga per un anno. Ha disputato 34 partite ufficiali durante il suo periodo allo Estádio Municipal de Braga, ma solo cinque nei tre mesi finali.

### Union Berlin
Nel luglio 2022, ancora di proprietà del Porto, Leite si è unito all'1. FC Union Berlin con un'opzione di acquisto. Dopo una stagione di successo durante la prima stagione, in cui ha contribuito al club della Bundesliga a garantirsi la qualificazione per la UEFA Champions League per la prima volta nella sua storia e ha totalizzato 40 partite, ha firmato un contratto permanente per €7.500.000.

## Carriera internazionale
Leite ha ottenuto la sua prima convocazione per la Nazionale portoghese a livello Under-21 all'età di soli 19 anni, subentrando come sostituto nella seconda metà della partita amichevole vinta per 3-2 contro l'Italia. Successivamente, è stato schierato come titolare dal coach Rui Jorge in entrambe le sfide dei play-off del Campionato Europeo Under-21 2019, persi contro la Polonia per 3-1 in totale.
Nel ottobre 2022, Leite è stato convocato nella lista preliminare di 55 giocatori per la Coppa del Mondo FIFA 2022 in Qatar.

## Statistiche

### Presenze e reti nei club
Statistiche aggiornate al 12 dicembre 2023.
| Stagione             | Squadra              | Campionato           | Campionato | Campionato | Coppe nazionali | Coppe nazionali | Coppe nazionali | Coppe continentali | Coppe continentali | Coppe continentali | Altre coppe | Altre coppe | Altre coppe | Totale | Totale |
| Stagione             | Squadra              | Comp                 | Pres       | Reti       | Comp            | Pres            | Reti            | Comp               | Pres               | Reti               | Comp        | Pres        | Reti        | Pres   | Reti   |
| -------------------- | -------------------- | -------------------- | ---------- | ---------- | --------------- | --------------- | --------------- | ------------------ | ------------------ | ------------------ | ----------- | ----------- | ----------- | ------ | ------ |
| 2017-2018            | Porto B              | SL                   | 28         | 0          | -               | -               | -               | -                  | -                  | -                  | -           | -           | -           | 28     | 0      |
| 2018-2019            | Porto B              | SL                   | 16         | 1          | -               | -               | -               | -                  | -                  | -                  | -           | -           | -           | 16     | 1      |
| 2019-2020            | Porto B              | SL                   | 2          | 0          | -               | -               | -               | -                  | -                  | -                  | -           | -           | -           | 2      | 0      |
| 2020-2021            | Porto B              | SL                   | 1          | 0          | -               | -               | -               | -                  | -                  | -                  | -           | -           | -           | 1      | 0      |
| Totale Porto B       | Totale Porto B       | Totale Porto B       | 47         | 1          |                 | -               | -               |                    | -                  | -                  |             | -           | -           | 47     | 1      |
| 2018-2019            | Porto                | PL                   | 3          | 1          | CP+CdL          | 0+1             | 0+0             | UCL                | 1                  | 0                  | SP          | 1           | 0           | 6      | 1      |
| 2019-2020            | Porto                | PL                   | 9          | 0          | CP+CdL          | 6+2             | 0+1             | UCL+UEL            | 0+1                | 0+0                | -           | -           | -           | 18     | 1      |
| 2020-2021            | Porto                | PL                   | 19         | 1          | CP+CdL          | 2+2             | 0+0             | UCL                | 3                  | 0                  | SP          | 1           | 0           | 27     | 1      |
| Totale Porto         | Totale Porto         | Totale Porto         | 31         | 2          |                 | 13              | 1               |                    | 5                  | 0                  |             | 2           | 0           | 51     | 3      |
| 2021-2022            | Braga                | PL                   | 23         | 0          | CP+CdL          | 3+2             | 0+0             | UEL                | 6                  | 0                  | -           | -           | -           | 34     | 0      |
| 2022-2023            | Union Berlino        | BL                   | 28         | 0          | CG              | 3               | 0               | UEL                | 9                  | 0                  | -           | -           | -           | 40     | 0      |
| 2023-2024            | Union Berlino        | BL                   | 13         | 0          | CG              | 2               | 1               | UCL                | 6                  | 0                  | -           | -           | -           | 21     | 1      |
| Totale Union Berlino | Totale Union Berlino | Totale Union Berlino | 41         | 0          |                 | 5               | 1               |                    | 15                 | 0                  |             | -           | -           | 61     | 1      |
| Totale Carriera      | Totale Carriera      | Totale Carriera      | 142        | 3          |                 | 23              | 2               |                    | 26                 | 0                  |             | -           | -           | 191    | 5      |

### Cronologia presenze e reti in nazionale
| Cronologia completa delle presenze e delle reti in nazionale ― Portogallo under 21 | Cronologia completa delle presenze e delle reti in nazionale ― Portogallo under 21 | Cronologia completa delle presenze e delle reti in nazionale ― Portogallo under 21 | Cronologia completa delle presenze e delle reti in nazionale ― Portogallo under 21 | Cronologia completa delle presenze e delle reti in nazionale ― Portogallo under 21 | Cronologia completa delle presenze e delle reti in nazionale ― Portogallo under 21 | Cronologia completa delle presenze e delle reti in nazionale ― Portogallo under 21 | Cronologia completa delle presenze e delle reti in nazionale ― Portogallo under 21 |
| Data                                                                               | Città                                                                              | In casa                                                                            | Risultato                                                                          | Ospiti                                                                             | Competizione                                                                       | Reti                                                                               | Note                                                                               |
| ---------------------------------------------------------------------------------- | ---------------------------------------------------------------------------------- | ---------------------------------------------------------------------------------- | ---------------------------------------------------------------------------------- | ---------------------------------------------------------------------------------- | ---------------------------------------------------------------------------------- | ---------------------------------------------------------------------------------- | ---------------------------------------------------------------------------------- |
| 25-5-2018                                                                          | Estoril                                                                            | Portogallo under 21                                                                | 3 – 2                                                                              | Italia under 21                                                                    | Amichevole                                                                         | -                                                                                  |                                                                                    |
| 10-9-2018                                                                          | Bangor                                                                             | Galles under 21                                                                    | 0 – 2                                                                              | Portogallo under 21                                                                | Qual. Europeo Under-21 2019                                                        | -                                                                                  |                                                                                    |
| 16-10-2018                                                                         | Funchal                                                                            | Portogallo under 21                                                                | 4 – 2                                                                              | Bosnia ed Erzegovina under 21                                                      | Qual. Europeo Under-21 2019                                                        | -                                                                                  |                                                                                    |
| 16-11-2018                                                                         | Zabrze                                                                             | Polonia under 21                                                                   | 0 – 1                                                                              | Portogallo under 21                                                                | Qual. Europeo Under-21 2019                                                        | -                                                                                  |                                                                                    |
| 20-11-2018                                                                         | Chaves                                                                             | Portogallo under 21                                                                | 1 – 3                                                                              | Polonia under 21                                                                   | Qual. Europeo Under-21 2019                                                        | -                                                                                  |                                                                                    |
| 5-9-2019                                                                           | Alverca do Ribatejo                                                                | Portogallo under 21                                                                | 4 – 0                                                                              | Gibilterra under 21                                                                | Qual. Europeo Under-21 2021                                                        | -                                                                                  |                                                                                    |
| 10-9-2019                                                                          | Zhodzina                                                                           | Bielorussia under 21                                                               | 0 – 2                                                                              | Portogallo under 21                                                                | Qual. Europeo Under-21 2021                                                        | -                                                                                  |                                                                                    |
| 11-10-2019                                                                         | Doetinchem                                                                         | Paesi Bassi under 21                                                               | 4 – 2                                                                              | Portogallo under 21                                                                | Qual. Europeo Under-21 2021                                                        | -                                                                                  |                                                                                    |
| 19-10-2019                                                                         | Drammen                                                                            | Norvegia under 21                                                                  | 2 – 3                                                                              | Portogallo under 21                                                                | Qual. Europeo Under-21 2021                                                        | -                                                                                  |                                                                                    |
| Totale                                                                             |                                                                                    | Presenze                                                                           | 9                                                                                  |                                                                                    | Reti                                                                               | 0                                                                                  |                                                                                    |

## Palmarès

### Club
- UEFA Youth League: 1

Porto B: 2018-2019
- Supercoppa di Portogallo: 2

Porto: 2018, 2020
- Campionato portoghese: 1

Porto: 2019-2020
- Coppa del Portogallo: 1

Porto: 2019-2020

### Nazionale
- Campionato d'Europa Under-17: 1

2016